# Young God Records
Yound God Records is het onafhankelijke platenlabel van de Swans-frontman Michael Gira. Het label werd opgericht om de Swans-albums op uit te brengen. Tegenwoordig is het een algemeen label van experimentele, avant-gardistische en indierock. Het label is vernoemd naar een ep van Swans.

## Lijst van artiesten onder Young God Records
- Akron/Family
- Angels of Light
- Devendra Banhart
- Body Lovers / Body Haters
- Calla
- David Coulter
- Flux Information Sciences
- Lisa Germano
- Mi and L'au
- Michael Gira
- M.Gira / D.Matz
- Larsen
- Palestine / Coulter / Mathoul
- Swans
- Ulan Bator
- Windsor for the Derby
- World of Skin